# Damir A. Saračević
Damir A. Saračević (Beograd, 1975. -) je bosanskohercegovački pjesnik i rukovoditelj Instituta interkulturalne pedagogije obrazovne ustanove „Volkshochschule“ Gornje Austrije.

## Biografija
Damir Saračević rođen je 1975. godine u Beogradu. Živio je i odrastao u Bijeljini, dok je jedan manji dio svog djetinjstva proveo i u Zagrebu. Krajem 1993. godine, u toku rata u Bosni i Hercegovini, izbjegao je za Austriju. Na Sveučilištu Johannes Kepler u austrijskom gradu Linzu završio je studij sociologije, a na Filozofskom fakultetu u Sarajevu studij književnosti.
Saračević je član austrijskog P.E.N. centra, odnosno Svjetske asocijacije pisaca, te Društva pisaca Gornje Austrije. Jedan je od osnivača i predsjednik kulturno-znanstvene mreže Centar suvremenih inicijativa Austrija – CSI, koja je i nosilac Građanske nagrade Evropskog parlamenta. Na osnivačkoj skupštini 2019. godine u Beču, izabran je za predsjednika Saveza bosanskohercegovačkih udruženja u Austriji „Consilium Bosniacum“.
Trenutno živi i radi u gradu Linzu.